# Джентълменско споразумение
„Джентълменско споразумение“ (на английски: Gentleman's Agreement) е американски игрален филм – драматичен романс, излязъл по екраните през 1947 година, режисиран от Елия Казан с участието на Грегъри Пек и Дороти Макгуайър в главните роли. Сценарият, написан от Мос Харт, е адаптация по едноименния роман от Лаура Хобсън.

## Сюжет
Произведението разказва историята за журналиста Филип Грийн (Пек), който под прикритие като евреин, движи проучване на зараждащи се настроения на антисемитизъм в Ню Йорк и благоденстващото общество в Дериън, Кънектикът.

## В ролите
| Актьор           | Роля                   |
| ---------------- | ---------------------- |
| Грегъри Пек      | Филип Грийн            |
| Дороти Макгуайър | Кати Лейси             |
| Джон Гарфийлд    | Дейв Голдман           |
| Селесте Холм     | Ан Дитъри              |
| Ан Ривиър        | г-жа Грийн             |
| Джун Хавок       | Елейн Уелс             |
| Албърт Декер     | Джон Минифай           |
| Джейн Уайът      | Джейн                  |
| Дийн Стокуел     | Томи Грийн             |
| Сам Яфе          | професор Фред Либерман |

## Галерия
| Грегъри Пек (Филип Грийн) | Дороти Макгуайър (Кати Лейси) | Джон Гарфийлд (Дейв Голдман) | Селесте Холм (Ан Дитъри) „Награда Оскар“ за поддържаща роля | Ан Ривиър (г-жа Грийн) „Номинация Оскар“ за поддържаща роля |
| ------------------------- | ----------------------------- | ---------------------------- | ----------------------------------------------------------- | ----------------------------------------------------------- |
|                           |                               |                              |                                                             |                                                             |

## Награди и номинации
„Джентълменско споразумение“ е сред основните заглавия на 20-ата церемония по връчване на наградите „Оскар“, където е номиниран за отличието в 8 категории. Филмът печели приза за най-добър филм и най-добър режисьор за Елия Казан. С „Оскар“ е удостоена и актрисата Селесте Холм в категорията най-добра поддържаща женска роля. Произведението донася и наградата „Златен глобус“ в същите категории за Елиа Казан и Селесте Холм, както и за най-добър драматичен филм.